# رودولف ويتزر
رودولف ويتزر (بالرومانية: Rudolf Wetzer) (17 مارس 1901 - 13 أبريل 1993) كان قائدا لمنتخب رومانيا الذي شارك في أول بطولة كأس عالم تحت قيادة المدرب كونستانتين رادوليسكو . لاعب كرة قدم روماني يهودي .
حصل ويتزر على شارة القيادة بقرار من المدرب رادوليسكو قبل أسابيع قليلة من بداية بطولة العالم . في مايو 1930 خسر منتخب رومانيا من منتخب يوغوسلافيا في بلغراد على لقب بطولة كأس الملك ألكسندرو وفي ذلك الوقت كان إميريتش فوغل هو قائد منتخب رومانيا . بعد أسبوعين استطاع منتخب رومانيا تحقيق فوز كاسح على منتخب اليونان 8ـ1 في بوخارست حيث كان نصيب ويتزر منها 5 أهداف مما دعا رادوليسكو إلى تعيينه قائدا للمنتخب . وفي نهاية مسيرته الرياضية شارك ويتزر في 17 مباراة دولية مسجلا 13 هدف .
في بطولة كأس العالم أوقعت القرعة منتخب رومانيا في مواجهة الأوروغواي المستضيف وبيرو . بدأ منتخب رومانيا ببداية مبشرة بالفوز على بيرو 3-1 ولكنه خسر من الأوروغواي 0-4 وقد أقيمت المباراة الأخيرة على ملعب سنتيناريو في مونتيفيديو .
كان ويتزر هداف لا يشق له غبار حيث استطاع أن يتوج بلقب هداف بطولة كأس البلقان في نسختها الأولى من 1929 إلى 1931 بتسجيله 7 أهداف والتي حقق لقبها منتخب رومانيا .
على مستوى الأندية لعب ويتزر في نادي أونيريا تيميشوارا في العشرينات حيث شارك في دورة الألعاب الأولمبية الصيفية 1924 ثم انتقل إلى نادي يوفنتوس بوخارست حيث قاده للتتويج ببطولة الدوري موسم 1929-1930 برفقة زملائه في صفوف المنتخب فوغل ولاديسلاو رافينسكي . شارك في آخر مباراة دلية مع منتخب رومانيا في 1932 حيث خسر من منتخب بلغاريا 0-2 في بلغراد .
بعد اعتزاله اللعب في سنة 1937 اتجه ويتزر إلى التدريب .

## روابط خارجية
- رودولف ويتزر على موقع الاتحاد الدولي (مؤرشف)  (الإنجليزية)
- رودولف ويتزر على موقع قاعدة بيانات كرة القدم.إي يو (الإنجليزية)
- رودولف ويتزر على موقع ناشيونال فوتبول تيمز (الإنجليزية)
- رودولف ويتزر على موقع أوليمبيديا (الإنجليزية)